# Borbereki-Kovács Zoltán
Borbereki Kovács Zoltán (Rónaszék, 1907. július 27. – Johannesburg, 1992. március 26.) magyar festő, szobrász. Mind a monumentális szobrok, mind a kisplasztikák műfajában remekműveket alkotott. A modern stílusirányokat kisplasztikái mutatják.

## Élete
Pályáját Podolini-Volkmann Artúr rajziskolájában kezdte, ahol 1928-ig tanult. Eztuán 1933-ig a Magyar Képzőművészeti Főiskola növendéke lett. Olyan neves mesterektől tanult, mint Vaszary János és Csók István. Római ösztöndíjasként az Accademia delle Belle Artin Ferruccio Ferrazzinál, elsajátította a freskófestészet fortélyait is. Később az Új Művészek Egyesülete és a Szinyei Merse Pál Társaság alelnöke lett. A Szolnoki művésztelepre először 1933-ban került, amelynek 1940-től  törzstagja lett. 1948-ban  Olaszországban, majd 1949-től Fokvárosban, később Johannesburgban élt. 1992-ben, Szolnokon temették el, síremlékén Magyar Golgota című munkáját öntötték ki dombormű formában. Felesége Borberekiné Sebők Erzsébet festőművésznő. Lánya, Borbereki Borbála szintén festőművész.

## Munkássága
Borbereki Kovács Zoltán festőnek tanult, a szobrászat, a mintázás alapjaival autodidakta módon Szolnokon ismerkedett meg. Az 1930-as évektől kezdve már kizárólag szobrászattal foglalkozott. Realista ihletésű, monumentális szobrokat készített, kompozíciói zártak, tömbszerűek, művészetére a tiszta formák, a népi stílusok jellemzők. Eleinte kőből készültek alkotásai, majd áttért a bronz- és faszobrok készítésére. Épületplasztikákat is alkotott. Miután elhagyta Magyarországot és Dél-Afrikában telepedett le, más típusú alkotások kerültek ki a keze közül. Nagy hatással voltak rá az afrikai formák, a bennszülöttek művészete. Az 1960-as években ismét stílusváltás következett, műveiben inkább az absztrakt formák kezdtek jelentkezni, főleg kisplasztikákat készített. Dél-Afrikában nonfiguratív szobrokat faragott féldrágakövekből. Szobrai jelentős része köztereken található. Jelentős alkotásai kubikosokat és aratókat formáznak.

## Kiállítások

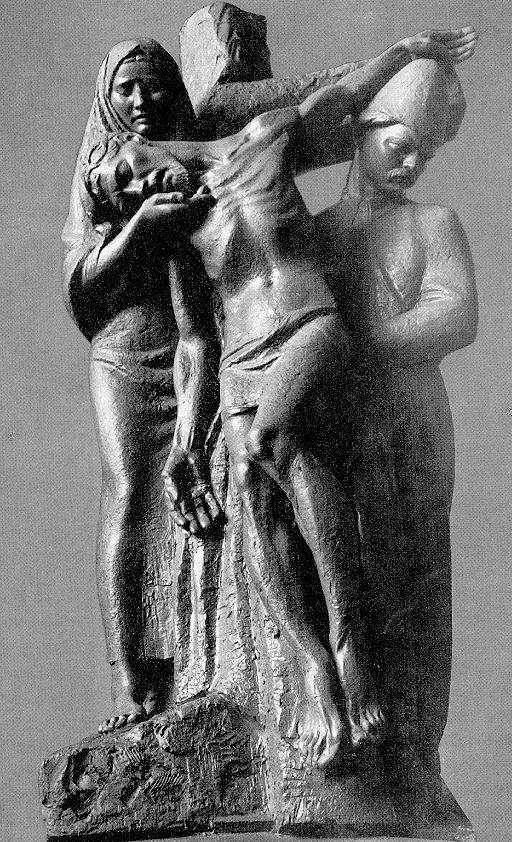
Magyar Golgota (1941)

- 1928, Tavaszi Szalon, Nemzeti Szalon, Budapest
- 1931, Kovács Szalon, Boda Gáborral
- 1932, XVIII. velencei biennálé, Velence
- 1932,     Magyar kiállítás, New York
- 1933, Nemzeti Képzőművészeti Kiállítás, Műcsarnok, Budapest
- 1934, Képzőművészek Új Társasága kiállítás, Nemzeti Szalon, Budapest
- 1935, Tamás Galéria, Budapest
- 1936, A Szolnoki Művésztelep reprezentatív kiállítása, Nemzeti Szalon, Budapest, XX. velencei biennále, Velence, Római magyar művészek kiállítása, Nemzeti Szalon, Budapest. Magyar művészeti kiállítás, Pittsburgh, New York
- 1937, Magyar kiállítás, Künstlerhaus, Bécs
- 1939, Csoportkiállítás, Ernst Múzeum, Budapest
- 1940, Mai magyar kisplasztika, Tamás Galéria, Budapest
- 1941, Magyar Egyházművészeti Kiállítás, Nemzeti Szalon, Budapest
- 1942,"1942", Nemzeti Szalon, Budapest, Szabadság és a Nép, Vasmunkások Székház, Budapest
- 1943, Magyar művészek olasz tárgyú képei, Nemzeti Szalon, Budapest
- 1944, A magyar művészet ötven éve, Fővárosi Képtár, Budapest, Magyar kiállítás, Kunsthaus, Zürich, Csoportkiállítás, gróf Almássy-Teleki Éva Műintézet
- 1945 Képzőművészetünk újítói Nagybányától napjainkig, Fővárosi Képtár, Budapest
- 1946, Rippl-Rónai Társaság kiállítása, Ernst Múzeum, Budapest, Nemzeti Szalon, Budapest
- 1948, Róma Borberekiné Sebők Erzsébettel
- 1951, 1952, 1954, 1956, 1961, 1962,  Whippman's Gallery, Johannesburg
- 1954, Galerie Marcel Bernheim, Párizs
- 1957, Magyar forradalmi művészet, Műcsarnok, Budapest
- 1962, Szabadság és a Nép, Csók Galéria, Budapest
- 1964, G. Montenapoleone, Milánó
- 1965, Durban Art G. Borberekiné Sebők Erzsébettel,  Galerie Bürdeke, Zürich
- 1968, Válogatott művek 1959–1968, Pretoria
- 1969, Georgian House, Borberekiné Sebők Erzsébettel, Barbarával
- 1971, Gallery 101, Johannesburg
- 1973, Triad Gallery, Johannesburg
- 1974–1975, Gallery 21, London
- 1975,   Galerie Tchou, Párizs
- 1977, Galerie Suzanne Bollang, Zürich
- 1977-1978, Szolnoki művésztelep Jubiláris Kiállítása, Damjanich János Múzeum, Szolnok, Szolnoki Galéria, Szolnok, Magyar Nemzeti Galéria, Budapest
- 1980, Szocialista szobrászat 1919–1945, Savaria Múzeum, Szombathely
- 1983, 1984, Római Iskola I., II., Keresztény Múzeum, Esztergom
- 1987, Vigadó Galéria, Budapest, Szolnoki Galéria, Szolnok

## Díjak

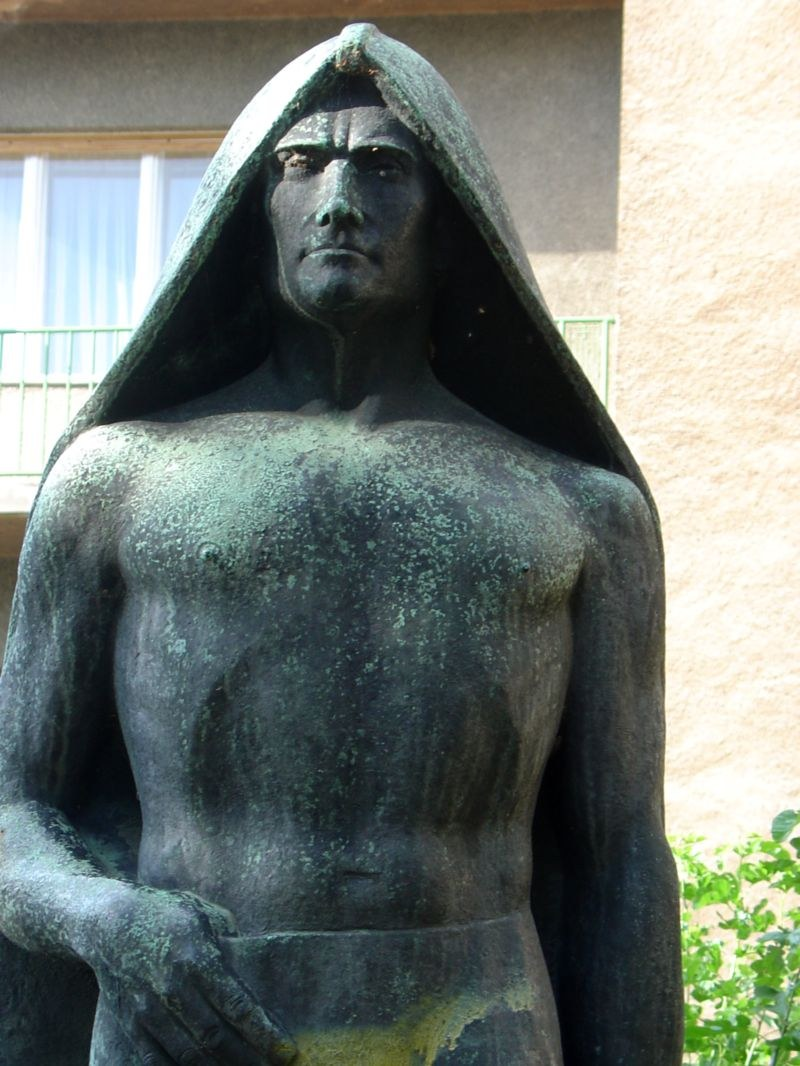
Zsákhordó (részlet; 1948)
Budapest, Szent István Park

- 1931 Szinyei Merse Pál Társaság kitüntető elismerése
- 1933 Székesfőváros festészeti díja az Ernst Múzeum CXXXVI. Csoportkiállítás
- 1933 Olasz állami ösztöndíj
- 1934–1935 között a római Magyar Akadémia ösztöndíja
- 1935 Ferenc József jubileumi szobrászati díj
- 1937 Vindobona-érem, a bécsi magyar kiállításon
- 1937  Szobrászati Grand Prix, Világkiállítás, Párizs[3]
- 1938 Luther-emlékmű pályázat díja
- 1938  Madách-emlékmű pályázat díja
- 1959 a Royal Society of British Sculptors II. díj
- 1962 Arts and Religion I. díj
- 1974 National Stainless Steel Sculpture Competition I. díj

## Művek közgyűjteményekben
- Damjanich János Múzeum, Szolnok
- Dél-Afrikai Nemzeti Galéria, Fokváros
- Déri Múzeum, Debrecen
- Szent István Király Múzeum, Székesfehérvár
- Janus Pannonius Múzeum Modern Képtár, Pécs
- Luther Museum, Wittenberg
- Magyar Nemzeti Galéria, Budapest
- Modern Művészeti Múzeum, Bogotá
- Nemzeti Múzeum, Helsinki
- Szépművészet Múzeum, Budapest
- Városi Múzeum, Durban, Dél-Afrika

## Köztéri művei

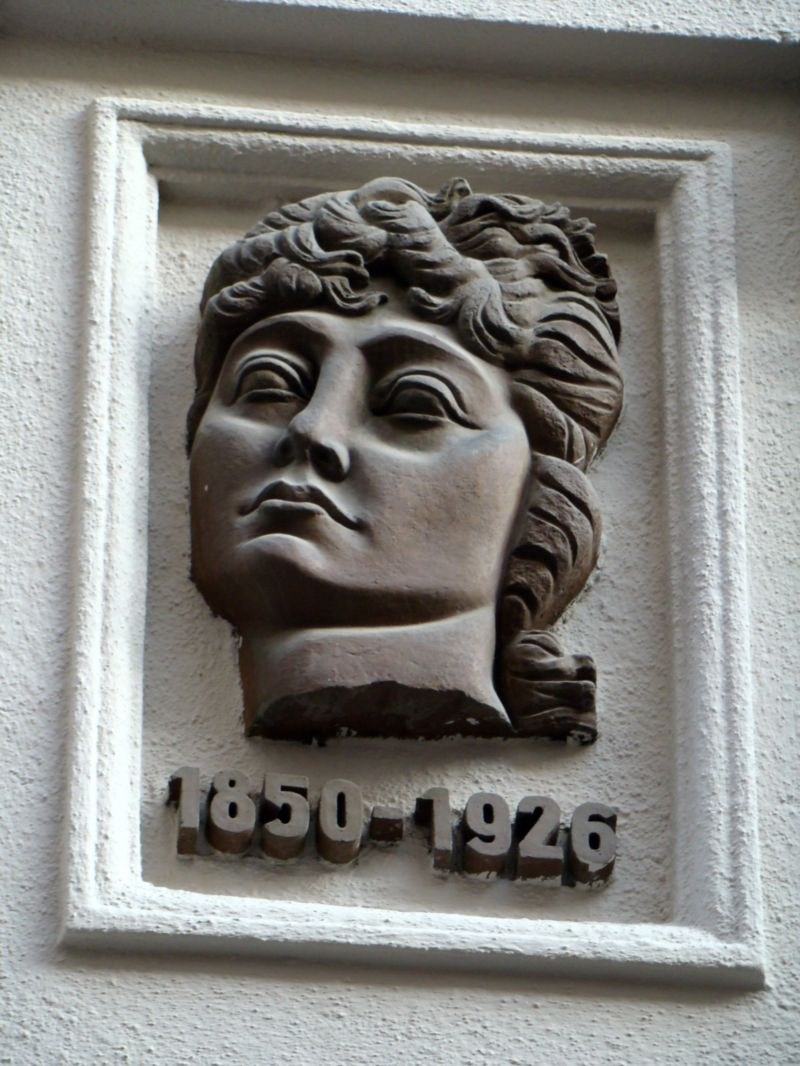
Jászai Mari emléktábla (dombormű)

- Verseghy Ferenc mellszobra (bronz, 1934, Szolnok)
- Zsákoló (1937, Nagyvásártelep, Budapest)
- Zombory Lajos síremléke (1937, szolnoki temető)
- Hősi emlék (bronz, 1939, Besenyszög)
- A Felvidék visszacsatolásának domborműve (kő, 1939, Budapest, VII., Károly krt. 13–15.)
- Kubikosok, Aratók-domborművek (bronz, 1939, Damjanich János Múzeum, Szolnok, a Szapáry-szobor megmaradt darabjai)
- Kubikos (bronz, 1937, Szentes, a volt Koszta József Múzeum főbejárata előtt, a Széchenyi-ligetben)[4]
- Gróf Szapáry Gyula szobra (bronz, 1939,  Szolnok)
- Ősz (kő, 1940, Budapest, VIII. Nagyfuvaros u.-i bérház)
- Magyar Golgota (1941, kő, a budapesti Farkasréti temetőben Hamza Tibor síremléke)
- Fonóasszony (mészkő, 1941, Szeged, Dél-Alföldi Mezőgazdasági Kísérleti Intézet)
- Az építő-, fém- és textilipar, a mezőgazdálkodás domborművei (kő, 1942, Budapest, II. Fő u. 66–68., volt Ipari Anyaghivatal)
- Szent István király Gellértre bízza fia, Imre neveltetését (dombormű kőből 1943, Pannonhalma, Bencés Gimnázium)
- Bennszülött fejek (műkő, 1969, Johannesburg)
- Afrikai hősi emlék (1964, Johannesburg)
- Domborművek (bronz, 1968, Pretoria, Bantu Ügyek Székháza)
- Figurális dombormű (gipsz, 1985, Budapest, XVII. ker., Diadal u. Általános Iskola)
- Lány halakkal (bronz, évszám nélkül, Szolnok, Gyógyfürdő)